# جعفر أباد (رستاق)
جعفر أباد (بالفارسية: جعفرآباد) هي قرية تقع في إيران في Rostaq Rural District. يقدر عدد سكانها بـ 28 نسمة .